# 長谷寺站

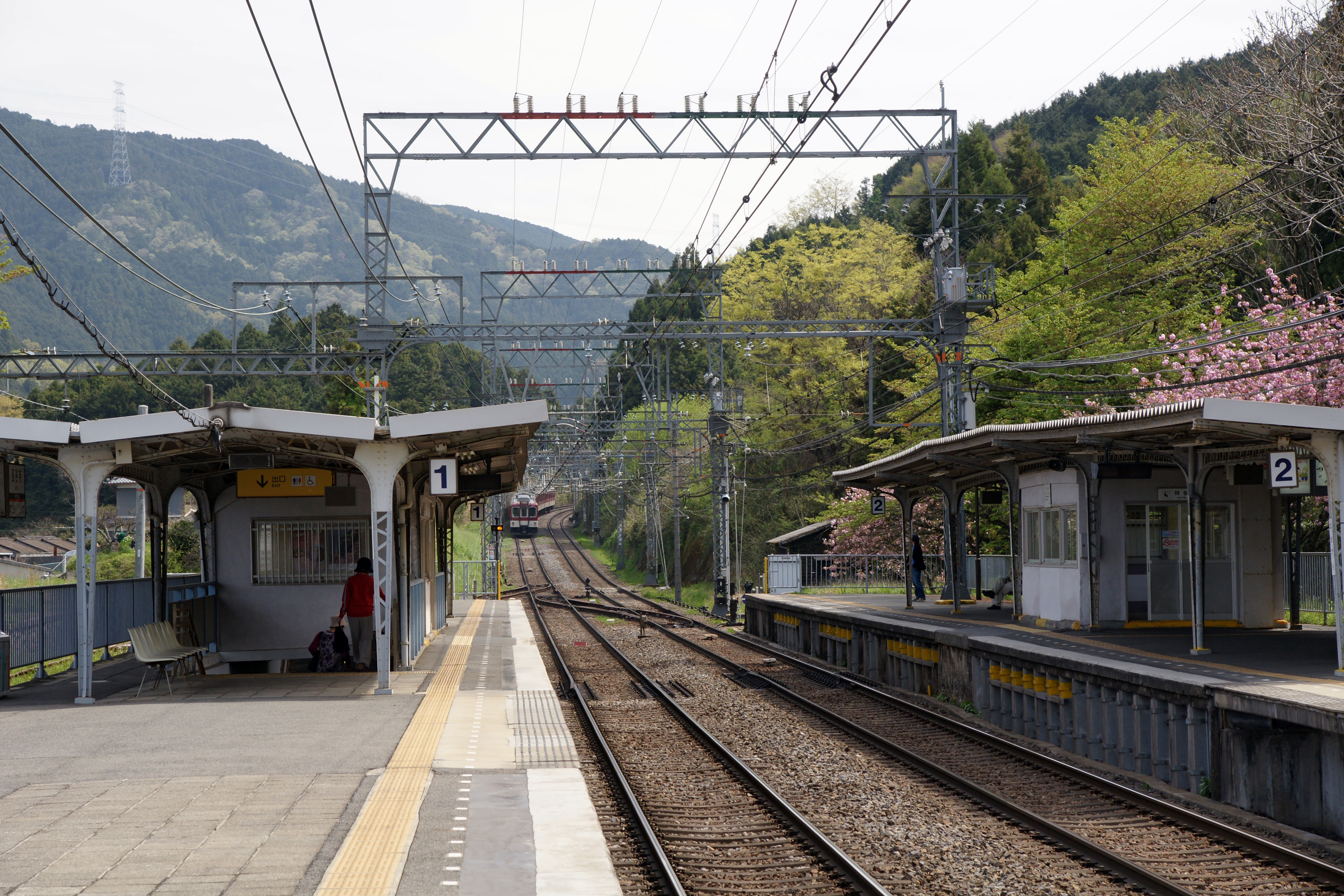
月台

長谷寺站（日语：／ Hasedera eki */?）是位於奈良縣櫻井市大字初瀨，近畿日本鐵道（近鐵）的大阪線車站。車站編號為「D44」。

## 歷史
- 1929年（昭和4年）10月27日 - 參宮急行電鐵櫻井至此站之間開通，此站啟用[1]。
- 1930年（昭和5年）2月21日 - 参宮急行電鐵此站至榛原之間開通[1]。
- 1941年（昭和16年）3月15日 - 大阪電氣軌道與参宮急行電鐵合併，關西急行鐵道成立[1]。
- 1944年（昭和19年）6月1日 - 關西急行鐵道與南海鐵道（為南海電氣鐵道的前身）合併，成為近畿日本鐵道的車站[1]。
- 2007年（平成19年）4月1日 - 車站可以使用PiTaPa[2]。
- 2018年（平成30年）3月17日 - 成為急行停靠站[3]。

此外，在参宮急行電鐵線啟用前的1909年，至啟用後的1938年之間，於櫻井站至長谷寺站西邊的初瀨站之間，曾經設有初瀨軌道（後來為大阪電氣軌道長谷線）。與此線並行。

## 車站構造
車站為地面車站，設有2面2線的相對式月台。月台可容納6卡車廂。由於車站建在斜坡上，因此下行線（北邊）的車站大堂與月台設有梯級，大堂與各月台之間設有樓梯級連接。車站只有1處閘口。在下行線北邊設有側線和月台遺址。在名張一方設有上下渡線，當發生特別事故時可用作折返之用。

### 月台
| 月台 | 路線   | 上下行 | 方向                                               |
| ---- | ------ | ------ | -------------------------------------------------- |
| 1    | 大阪線 | 下行   | 榛原、名張、伊勢中川、伊勢志摩、名古屋方向         |
| 2    | 大阪線 | 上行   | 櫻井、大和八木、大阪上本町、大阪難波、神戶三宮方向 |

## 特徴

### 停靠列車
- 急行以下的一般列車停靠此站[4]。另外，在成為急行停車站前，在春天的牡丹祭和秋天紅葉季節時，急行會臨時停靠此站。曾經區間快速急行和快速急行會在此站臨時停靠，但是近年並沒有這樣安排。
- 在日間，每小時設有3班急行列車（櫻井站至榊原溫泉口站之間各站停車），1班區間準急列車[4]。

### 車站設備、營業上
- 此站是由榛原站管理的有人車站。設有可使用PiTaPa、ICOCA的自動閘機（日语：自動改札機）和自動補票機（日语：自動精算機）（可支援回數（日语：回数乗車券）卡及IC卡，以及IC卡增值功能）。
- 廁所位於閘內，為男女濕廁。

## 使用狀況
以下為近年度指定日期調查上下車人次列表。
- 2018年11月13日：1,226人
- 2015年11月10日：989人
- 2012年11月13日：1,041人
- 2010年11月9日：1,167人
- 2008年11月18日：1,527人
- 2005年11月8日：1,258人
- 以下會列出此站使用狀況變遷[6][7]。
  - 一年乘車人次以人作單位。更適合用於比較年度數據。
  - 上下車人次調査結果是在任意1日記錄，以人作單位。但需注意，由於在調査日的天氣、活動等原因，使數字變動會比一年乘車人次為大。
  - 當中，最高値會使用紅色，在最高値記錄年度以後的最低値使用青色、在最高値記錄年度以前的最低値使用綠色作標記。

| 年度使用狀況（長谷寺站） | 年度使用狀況（長谷寺站） | 年度使用狀況（長谷寺站） | 年度使用狀況（長谷寺站） | 年度使用狀況（長谷寺站） | 年度使用狀況（長谷寺站）  | 年度使用狀況（長谷寺站）  | 年度使用狀況（長谷寺站） |
| 年 度                    | 一年乘車人次：人／年度   | 一年乘車人次：人／年度   | 一年乘車人次：人／年度   | 一年乘車人次：人／年度   | 上下車人次調査結果 人／日 | 上下車人次調査結果 人／日 | 特別事項                 |
| ------------------------ | ------------------------ | ------------------------ | ------------------------ | ------------------------ | ------------------------- | ------------------------- | ------------------------ |
| 年 度                    | 通勤定期乘客             | 上學定期乘客             | 其他乘客                 | 合計                     | 調査日                    | 調査結果                  | 特別事項                 |
| 1982年（昭和57年）       |                          | ←←←←                     |                          |                          | 11月16日                  | 2,245                     |                          |
| 1983年（昭和58年）       |                          | ←←←←                     |                          |                          | 11月8日                   | 2,890                     |                          |
| 1984年（昭和59年）       |                          | ←←←←                     |                          |                          | 11月6日                   | 2,698                     |                          |
| 1985年（昭和60年）       |                          | ←←←←                     |                          |                          | 11月12日                  | 2,315                     |                          |
| 1986年（昭和61年）       |                          | ←←←←                     |                          |                          | 11月11日                  | 2,407                     |                          |
| 1987年（昭和62年）       |                          | ←←←←                     |                          |                          | 11月10日                  | 2,216                     |                          |
| 1988年（昭和63年）       |                          | ←←←←                     |                          |                          | 11月8日                   | 2,355                     |                          |
| 1989年（平成元年）       |                          | ←←←←                     |                          |                          | 11月14日                  | 2,299                     |                          |
| 1990年（平成2年）        |                          | ←←←←                     |                          |                          | 11月6日                   | 2,297                     |                          |
| 1991年（平成3年）        |                          | ←←←←                     |                          |                          |                           |                           |                          |
| 1992年（平成4年）        |                          | ←←←←                     |                          |                          | 11月10日                  | 2,660                     |                          |
| 1993年（平成5年）        |                          | ←←←←                     |                          |                          |                           |                           |                          |
| 1994年（平成6年）        |                          | ←←←←                     |                          |                          |                           |                           |                          |
| 1995年（平成7年）        |                          | ←←←←                     |                          |                          | 12月5日                   | 1,640                     |                          |
| 1996年（平成8年）        |                          | ←←←←                     |                          |                          |                           |                           |                          |
| 1997年（平成9年）        |                          | ←←←←                     |                          |                          |                           |                           |                          |
| 1998年（平成10年）       |                          | ←←←←                     |                          |                          |                           |                           |                          |
| 1999年（平成11年）       |                          | ←←←←                     |                          |                          |                           |                           |                          |
| 2000年（平成12年）       |                          | ←←←←                     |                          |                          |                           |                           |                          |
| 2001年（平成13年）       |                          | ←←←←                     |                          |                          |                           |                           |                          |
| 2002年（平成14年）       |                          | ←←←←                     |                          |                          |                           |                           |                          |
| 2003年（平成15年）       |                          | ←←←←                     |                          |                          |                           |                           |                          |
| 2004年（平成16年）       |                          | ←←←←                     |                          |                          |                           |                           |                          |
| 2005年（平成17年）       | 141,750                  | ←←←←                     | 125,963                  | 267,713                  | 11月8日                   | 1,258                     |                          |
| 2006年（平成18年）       |                          | ←←←←                     |                          |                          |                           |                           |                          |
| 2007年（平成19年）       |                          | ←←←←                     |                          |                          |                           |                           |                          |
| 2008年（平成20年）       |                          | ←←←←                     |                          |                          |                           |                           |                          |
| 2009年（平成21年）       |                          | ←←←←                     |                          |                          |                           |                           |                          |
| 2010年（平成22年）       |                          | ←←←←                     |                          |                          |                           |                           |                          |
| 2011年（平成23年）       |                          | ←←←←                     |                          |                          |                           |                           |                          |
| 2012年（平成24年）       |                          | ←←←←                     |                          |                          | 11月13日                  | 1,041                     |                          |

## 車站周邊
- 長谷寺 - 西國三十三箇所的第八處寺廟
- 法起院（日语：法起院） - 西國三十三箇所的番外寺廟
- 初瀨（日语：初瀬） - 飛鳥時代以前的皇居位置。
- 櫻井市立初瀨小學
- 櫻井市立櫻井東中學
- 初瀨郵局
- 國道165號（日语：国道165号）
- 參急橋 - 長谷寺站往長谷寺方向時經過的橋，是近鐵前身參宮急行電鐵名稱的由來。

## 巴士路線
在2005年至2007年之間，車站前曾經設有櫻井市社區巴士 小夫線巴士站。

## 相鄰車站
近畿日本鐵道
 大阪線
■快速急行
通過
■急行、■準急、■區間準急、■普通
大和朝倉（D43）－長谷寺（D44）－榛原（D45）

## 註腳
1. 1 2 3 4  曾根悟（監修）. . 朝日百科週刊. 2號 近畿日本鐵道 1. 朝日新聞出版. 2010-08-22: 18–23. ISBN 978-4-02-340132-7 （日语）.
2. ↑   (PDF) (新闻稿). 近畿日本鐵道. 2007-01-30  [2016-03-09]. （原始内容 (pdf)存档于2016-08-07） （日语）.
3. ↑  2018年のダイヤ変更についてPDF（日語）
4. 1 2  近鐵時間表2018年3月17日時間表修正號，p.124 - p.147・p.284 - p.306
5. ↑  駅別乗降人員 大阪線 （页面存档备份，存于）（日語） - 近畿日本鐵道
6. ↑  奈良縣統計年鑑 （页面存档备份，存于）（日語）
7. ↑  近鐵PR手冊「きんてつ」

## 外部連結
- 長谷寺 - 近畿日本鐵道（日語）